# Le Pop-Club
Le Pop-Club est une émission radiophonique française, créée le 4 octobre 1965 et arrêtée en 2005, présentée en direct par José Artur tous les soirs, de 22 h à 23 h 30, sur la station de radio publique française et nationale France Inter. Son premier producteur est Jean-Marie Houdoux.
Plusieurs conseillers musicaux se sont succédé, dont Bernard Lenoir, lequel fait ses débuts à la radio dans cette émission, Patrice Blanc-Francard, Pierre Lattès puis Claude Villers. Durant les années 1970, le « disque pop » de la semaine fait une large promotion de la musique pop et du rock anglo-saxon.
L'émission était publique au bar Noir, facile d'accès, permettais d'assister de prés a l'émission et parfois d'y intervenir. 

## Concept de l'émission
Réalisée en direct, le plateau animé et présenté par José Artur voit se succéder des invités de l'univers musical, culturel, cinématographique, littéraire ou artistique, confirmés ou découverts, interrogés par l'animateur. L'émission est largement illustrée d'extraits de disques ou de spectacles. Le ton est à la fois léger, ironique, moderne et les propos sont plus libres et plus adultes, en raison de l'horaire tardif de l'émission. Parfois critiques et engagés, les échanges reflètent les tendances de l'époque, tant dans les mœurs que dans la programmation musicale.

## Histoire
Chaque mardi, les dernières années, José Artur décrit les dessins des éditions paraissant le lendemain de Charlie Hebdo et du Canard enchaîné.
Le premier disque pop français de la semaine distingué en septembre 1971 est « Fous rois pantins », de Komintern, en septembre 1971.
Le Pop-Club s'installe au Bar Noir de la Maison de la Radio, au salon Louis-Delluc du Fouquet's puis enfin, les dernières années, dans un studio aménagé au sous-sol du Drugstore Publicis, tout juste rénové.
Pop-Club devient en quelques années une émission culte et de référence ; sa longévité, avec le même présentateur durant 40 ans, est exceptionnelle dans l'univers radiophonique.
L'émission est définitivement arrêtée en 2005.

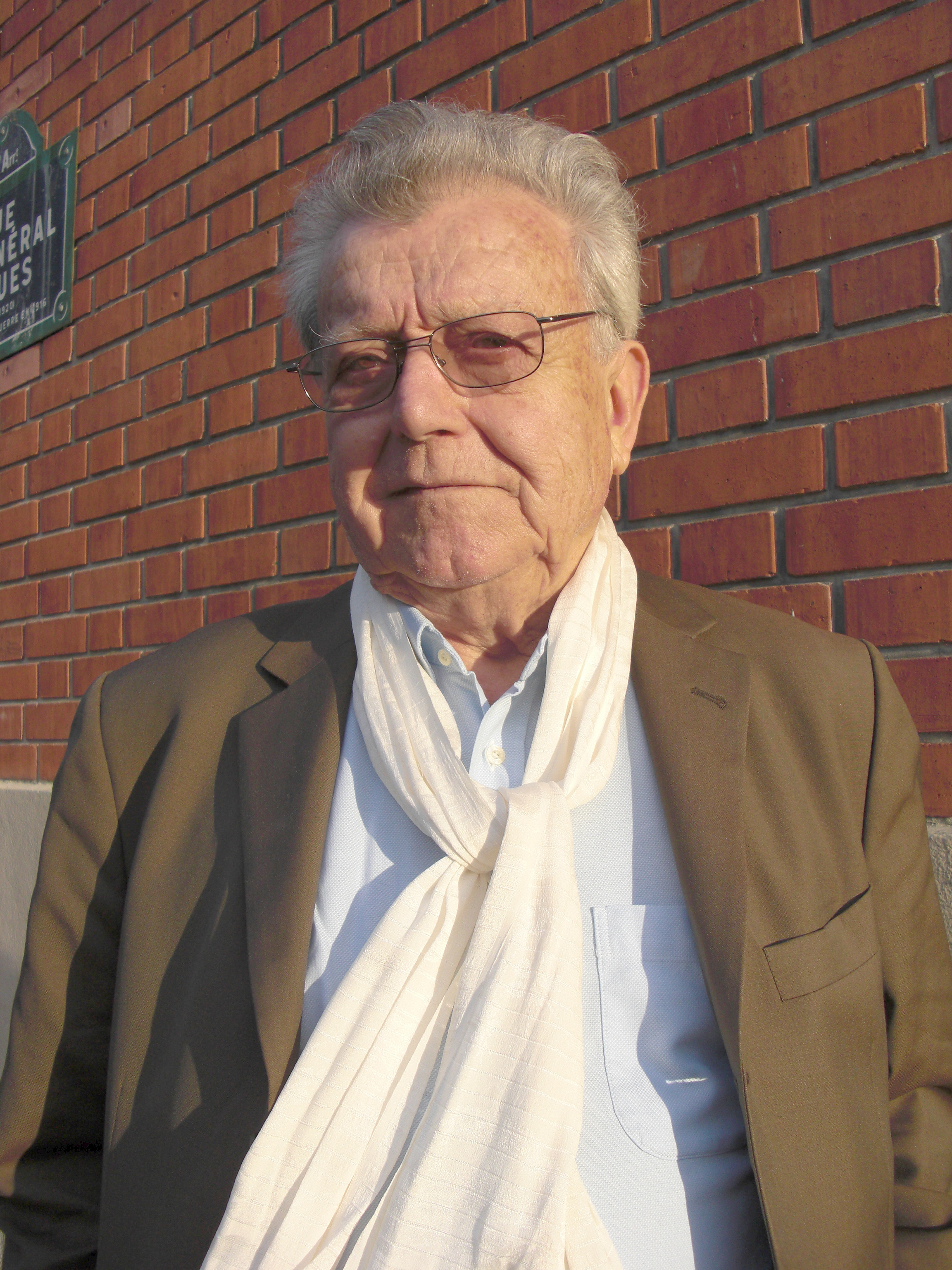
José Artur en 2008.

## Génériques de l'émission
L'émission a utilisé plusieurs génériques : l'un des premiers est (Sittin' on) The Dock of the Bay d'Otis Redding (1968). Par la suite, on note celui qui est interprété par Les Parisiennes, sur une musique de Claude Bolling puis celui, souvent diffusé dans les années 1980, signé par Serge Gainsbourg (paroles et musique), interprété par l'auteur et par Jane Birkin. Dans les années 1990, on entend fréquemment en guise de générique (début et fin) Unfinished Sympathy du groupe Massive Attack.
Un indicatif alternatif est chanté par José Artur lui-même ; un autre par le groupe Chagrin d'Amour et d'autres, de divers auteurs et interprètes, dont un composé par Pierre Perret.
Bon nombre de ces génériques sont gravés sur un vinyle 45 tours Hors Commerce Radio France, très recherché (collector) par les collectionneurs, avec une pochette ouvrante en noir et blanc, illustrée par Roland Topor et édité en CD par Radio France.